# 奧希金斯 (智利)
48°28′S 72°34′W / 48.467°S 72.567°W

奧希金斯（西班牙語：O'Higgins），是智利的城鎮，位於該國中南部伊瓦涅斯將軍艾森大區的普拉特海軍上尉省，面積8,182.5平方公里，海拔高度269米，2012年人口540人，人口密度每平方公里0.066人。该城镇得名于智利独立运动的领袖贝尔纳多·奥希金斯。